# Aleida Greve

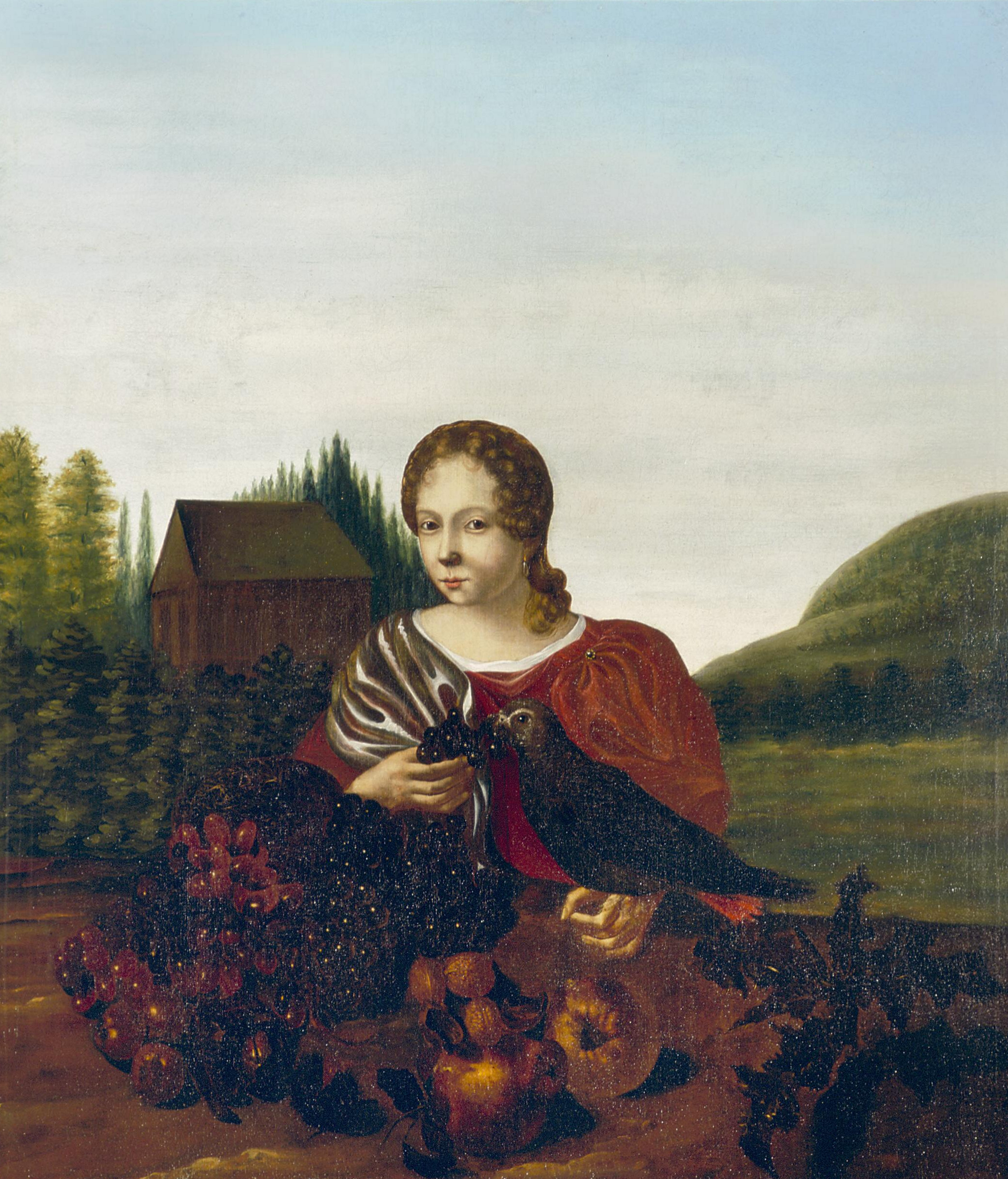
Porträt, vermutlich Selbstporträt von Aleida Greve, 1686

Aleida Greve (* 21. April 1670 in Zwolle; † 4. Februar 1742 ebenda) war eine niederländische Malerin.

## Leben
Aleida Greve wurde am 21. April 1670 in Zwolle geboren. Ihre Mutter Lamberta Holt († 1691) heiratete nach dem Tod ihres ersten Ehemannes den Brauer Geurt Greve, mit dem sie sechs Kinder hatte. Die Halbschwester von Greve aus der ersten Ehe ihrer Mutter war die Malerin Cornelia van Marle. Zusammen mit ihr und ihren Nichten Sophia Holt und Anna Cornelia Holt (1671–1692) war sie Schülerin des Malers Wilhelmus Beurs. Er sagte später über die vier jungen Damen, sie seien seine „sehr geschätzten und geliebten Schülerinnen, seine Freude und Krone“ gewesen. Alle vier fertigten großformatige Gemälde von etwa 115 mal 100 Zentimetern an, in jener Zeit eine für Amateure bemerkenswerte Größe.

## Werk
Eine ältere Cousine war die Malerin Aleijda Wolfsen (1648–1692) von der vermutet wird, dass sie ebenfalls Aleida Greve und weitere ihrer weiblichen Verwandten im Malen unterrichtete. Es sind nur wenige von Greves Gemälde erhalten. Insgesamt sechs Werke sind bekannt, zwei Landschaftsgemälde, drei Porträts und ein Stillleben. Diese Werke werden in ihrem ehemaligen Haus, dem Vrouwenhuis, ausgestellt. Ursprünglich hatte Greve dieses gemeinsam mit ihren Schwestern von den Erben von Pieter Soury und Aleijda Wolfsen als Wohnhaus und Atelier erworben. Zusammen mit den Schwestern lebten eine unverheiratete Tante und ein unverheirateter Onkel mit ihnen in dem Haus.

## Vrouwenhuis

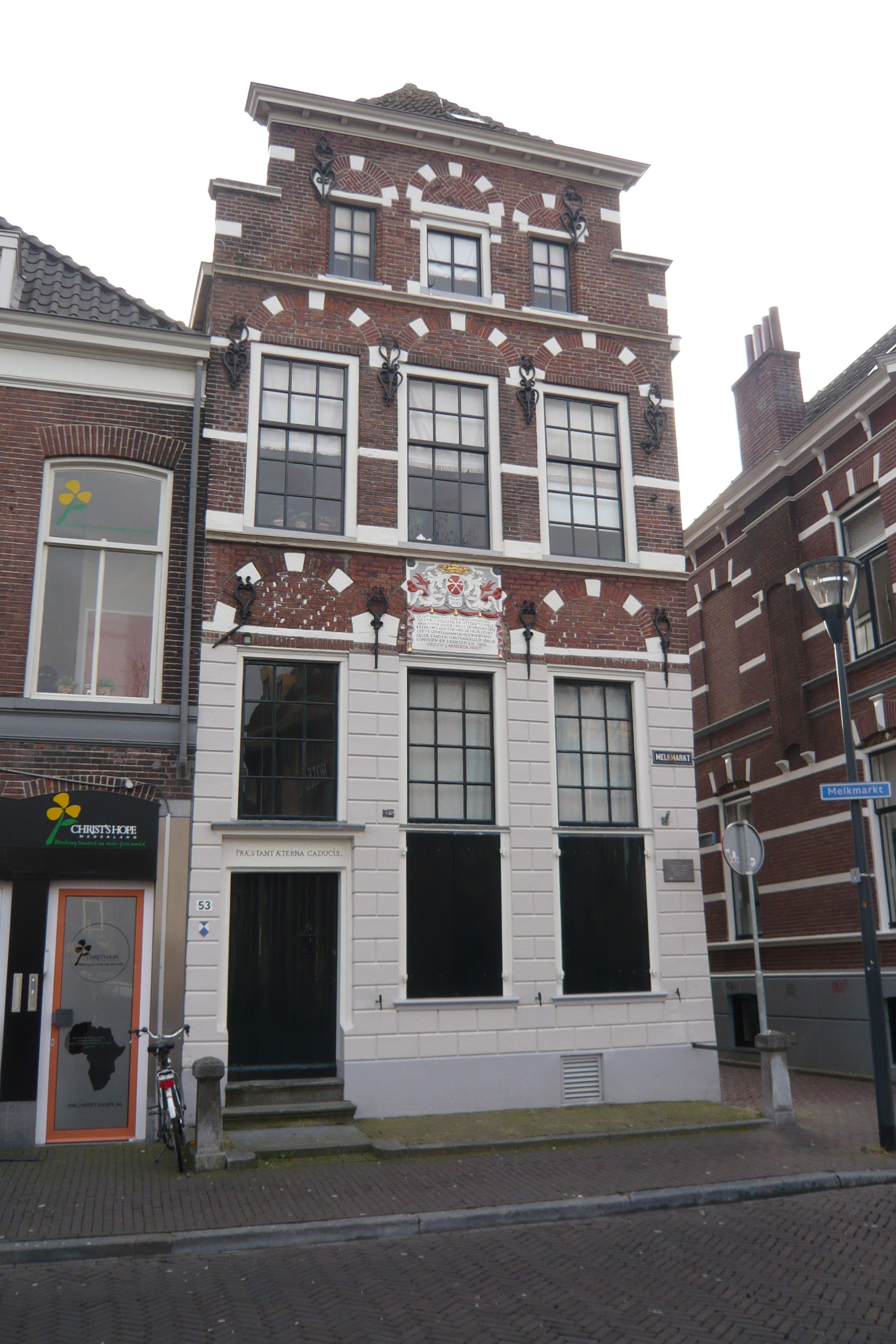
Vrouwenhuis Zwolle

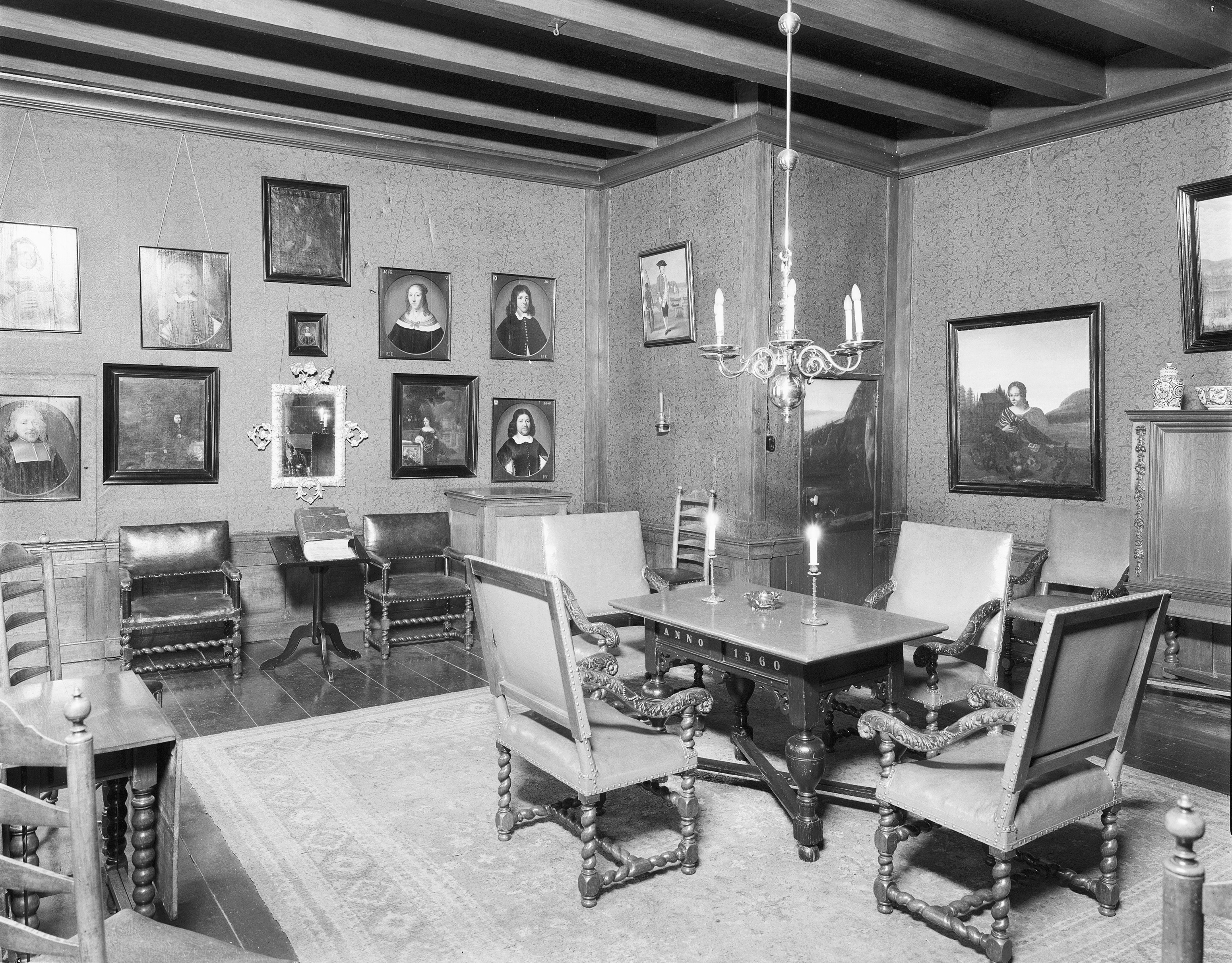
Wohnzimmer mit den Gemälden

Die Brauerei der Familie, De Gouden Kroon in der Voorstraat war einem Verbrauchsteuerregister zufolge die Brauerei im Jahr 1673 in Zwolle, die die meisten Fässer Bier produzierte. Geurt Greve bekleidete weitere Ämter in der Gemeinde, wie die des Kirchenvorstehers. Nach dem Tod der Eltern und des ältesten Bruders Herman, der als Nachfolger vorgesehen war, führten Aleida Greve und ihre Schwestern elf Jahre lang die Bierbrauerei De Gouden Kroon in der Voorstraat weiter. Um unabhängig agieren zu können, beantragte die gerade 21-jährige Aleida beim Stadtrat eine Alterserklärung. 1702 verkauften die unverheirateten Greve-Schwestern die Brauerei.
In ihrem Testament, welches Aleida Greve dreizehn Jahre später verfasste, legte sie fest, dass das Haus nach ihrem Tod als Heim für „alte Frauen und Jungfern“ dienen solle. Sie erstellte eine Hausordnung für vierzehn Bewohnerinnen, die der reformierten Kirche angehören mussten. Um den Unterhalt des Hauses zu sichern, hinterließ sie ihrem Frauenhaus außerdem eine beträchtliche Menge an Immobilien und Grundstücken. Im Jahr 1736 fügte Aleida dem Testament hinzu, dass der Magistrat von Zwolle keinen Zugriff auf die Verwaltung haben sollte.
Aleida Greve hatte den Ruf, „die reichste Frau in Zwolle“ zu sein, und tatsächlich wuchs ihr Reichtum durch Erbschaften stetig. Den Steuerregistern von 1734 und 1738 zufolge gehörte sie zu den sechs reichsten Einwohnern von Zwolle. Am 4. Februar 1742 starb Aleida Greve im Alter von 71 Jahren. Acht Tage später wurde sie in der Grote Kerk von Zwolle beigesetzt. Die Glocke wurde eine Stunde lang geläutet. Mit Aleida starb ihr Familienzweig aus. Ihr angeheiratete Cousine zweiten Grades G.W. Golts war die erste Direktorin, die ihr Haus am heutigen Melkmarkt 53 zum Frauenhaus umbauen ließ und einen Fassadenstein anbrachte, der an die Gründerin erinnerte. Die erste Bewohnerin war Aleidas Greves eigene Dienerin Sophia Jans, die sie mit einer Rente von einhundert Carolus-Gulden pro Jahr ausgestattet hatte.
Fast zwei Jahrhunderte lang wurde die Stiftung von der Familie verwaltet. Ab 1916 wurde ein Regentenrat eingesetzt. Bis 1984 diente das Haus als Hof für ältere Frauen. Seitdem wird es nur noch teilweise von wenigen jungen Frauen bewohnt. Heute ist es ein Wohnhaus und Museum sowie ein Ausstellungsraum für Künstlerinnen. Greve stellte ihre eigenen Arbeiten zusammen mit Werken von Wolfsen und Van Marle im Vrouwenhuis auf. Testamentarisch hatte sie festgelegt, dass die Gemälde und Möbel des Wohnzimmers intakt bleiben und die Werke dort verbleiben sollten. Später wurde das Haus zu einem Altersheim für Frauen, daher trägt das Gebäude bis heute diesen Namen.